# Boulevard Rodin (Issy-les-Moulineaux)
Le boulevard Rodin est une voie de circulation d'Issy-les-Moulineaux.

## Situation et accès
Ce boulevard commence son parcours à la place du Président-Kennedy, où se rencontrent l'avenue Pasteur, l'avenue Bourgain et la rue Henri-Tariel, en contrebas de la colline. Gravissant celle-ci, et amorçant une longue courbe, il se termine dans l'axe de l'avenue Henri-Barbusse à Clamart.
Il rencontre notamment l'allée des Carrières, la rue de la Défense, le chemin des Montquartiers et la rue Antoine-Courbarien.

## Origine du nom
Montquartiers est le nom d'un lieu-dit d'Issy-les-Moulineaux qui a donné l'ancien nom du boulevard.
Il tient son nom actuel du sculpteur Auguste Rodin.

## Historique

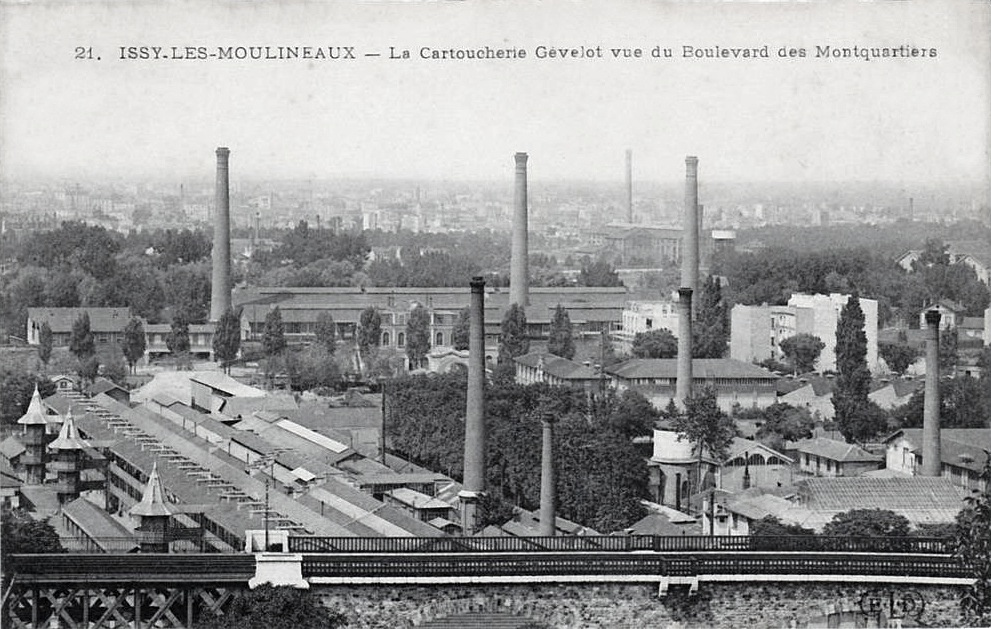
La cartoucherie Gévelot vue du boulevard des Montquartiers.

Ce boulevard est construit sur des carrières de craie, exploitées jusqu'au XIXe siècle. Il est situé à l'épicentre de l'effondrement des carrières de Clamart et d'Issy-les-Moulineaux en 1961.
Dès l'installation d'une communauté arménienne à Issy-les-Moulineaux en 1923, ce boulevard a constitué une adresse privilégiée des Protestants arméniens originaires de Stanoz, village proche d'Ankara, et aujourd'hui disparu. En 1936, c'était la voie où résidait la plus grande partie de cette communauté.

## Bâtiments remarquables et lieux de mémoire

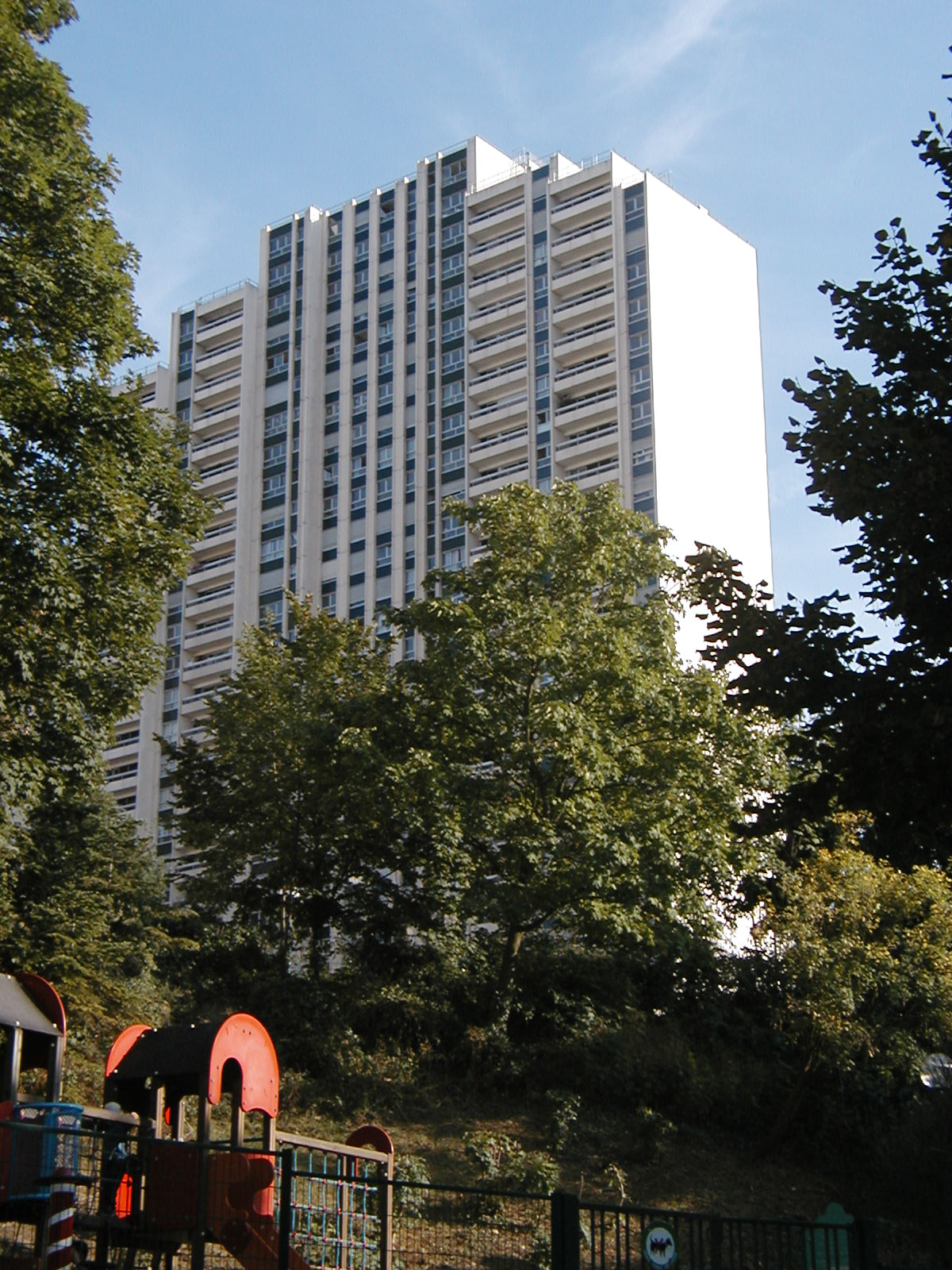
Tour Rodin

- Tour Les Terrasses Rodin, immeuble de 29 étages construit dans le cadre de la ZAC Rodin-Plateau-Égalité, à la suite du désastre de 1961[5].
- Parc Rodin[6].
- Jardin Botanique d'Issy-les-Moulineaux.
- Site de l'ancien Tir aux pigeons de l'armurerie Gastinne Renette, ouvert à la fin du XIXe siècle[7].